# 富谷茶
富谷茶（とみやちゃ）は、富谷宿（現・宮城県富谷市しんまち地区）周辺で栽培、製茶される日本茶のブランド。

## 概要
仙台藩の祖である伊達政宗が京都からチャノキの苗木を取り寄せ、領内での栽培を行わせたことに始まるとされる。仙台（仙台宿）を起点に松前（松前宿、現・松前町）間の宿場名を詠い込んだ奥州街道の道中歌『奥道中歌』には「国分の町よりここへ七北田よ 富谷茶のんで味は吉岡」とあり、奥州街道を行き来する旅人が富谷茶を楽しんでいたことがうかがわれる。また、高品質であったため、仙台藩主へ献上されたり、京都まで出荷されていた。
2020年時点では富谷茶のチャノキは3000本、栽培面積は3000平方メートルとなっている。
2023年に国際組織スローフード協会の味の箱船に登録された。

## 歴史
江戸時代には各藩で自領内で消費する茶を自領内で栽培、製茶することが奨励されており、東北地方一円でも茶葉の栽培、製茶が行われていた。
富谷茶もこういった江戸時代からある東北地方の茶の名産地の1つであった。
しかし、年に3、4回の茶摘みが行える東海地方以南と比べ、東北地方の寒冷な気候では初夏に1回の茶摘みしかできないため、明治時代になって物資の流通が盛んになると中部地方や関西地方からの茶が東北にも入って来るようになり、生産性の低い東北の茶は廃れていった。
富谷茶も1970年には栽培もなくなり、製茶もなくなっている。
2017年に、2020年の「富谷宿の開宿400年」に関するイベント企画の1つとして、往年の富山茶の栽培を知る高齢者（富谷市内のシルバー人材センター関係者）が中心となり「とみや茶復活プロジェクト」を立ち上げ、2018年に復活後初となる茶摘みと製茶を行った。
復活にあたっては、地元に残っていた在来種のチャノキが用いられている。また、復活にあたっては日本紙通商と再生技術協力の協定を2018年に結んでいる。